# Lalonquette
Lalonquette is een gemeente in het Franse departement Pyrénées-Atlantiques (regio Nouvelle-Aquitaine) en telt 265 inwoners (2004). De plaats maakt deel uit van het arrondissement Pau.

## Geografie
De oppervlakte van Lalonquette bedraagt 5,4 km², de bevolkingsdichtheid is 49,1 inwoners per km².
De onderstaande kaart toont de ligging van Lalonquette met de belangrijkste infrastructuur en aangrenzende gemeenten.

## Demografie
Onderstaande figuur toont het verloop van het inwonertal (bron: INSEE-tellingen).